# إريك دريغني
إريك دريغني، كاتب أمريكي، وهو أستاذ مشارك في اللغة الإنجليزية والصحافة في جامعة كونكورديا في سانت بول، مينيسوتا، حيث يقوم بتدريس الكتابة. كتب أو كتب مذكرات سفر ومقالات عن مينيسوتا والنرويج وإيطاليا، بالإضافة إلى كتيبات إرشادية وكتب عن الثقافة الشعبية في الغرب الأوسط الأمريكي.